# Úbrež
Úbrež este o comună slovacă, aflată în districtul Sobrance din regiunea Košice. Localitatea se află la altitudinea de 130 m deasupra n.m., se întinde pe o suprafață de 17,42 km2 și în 2017 număra 796 de locuitori.

## Istoric
Localitatea Úbrež este atestată documentar din 1337.

## Demografie
| An:                | 1994 | 2004    | 2014    | 2024    |
| ------------------ | ---- | ------- | ------- | ------- |
| Număr de persoane: | 580  | 650     | 746     | 1112    |
| Diferență:         |      | +12,06% | +14,76% | +49,06% |

| An:                | 2023 | 2024   |
| ------------------ | ---- | ------ |
| Număr de persoane: | 1090 | 1112   |
| Diferență:         |      | +2,01% |